# 못 (수체)

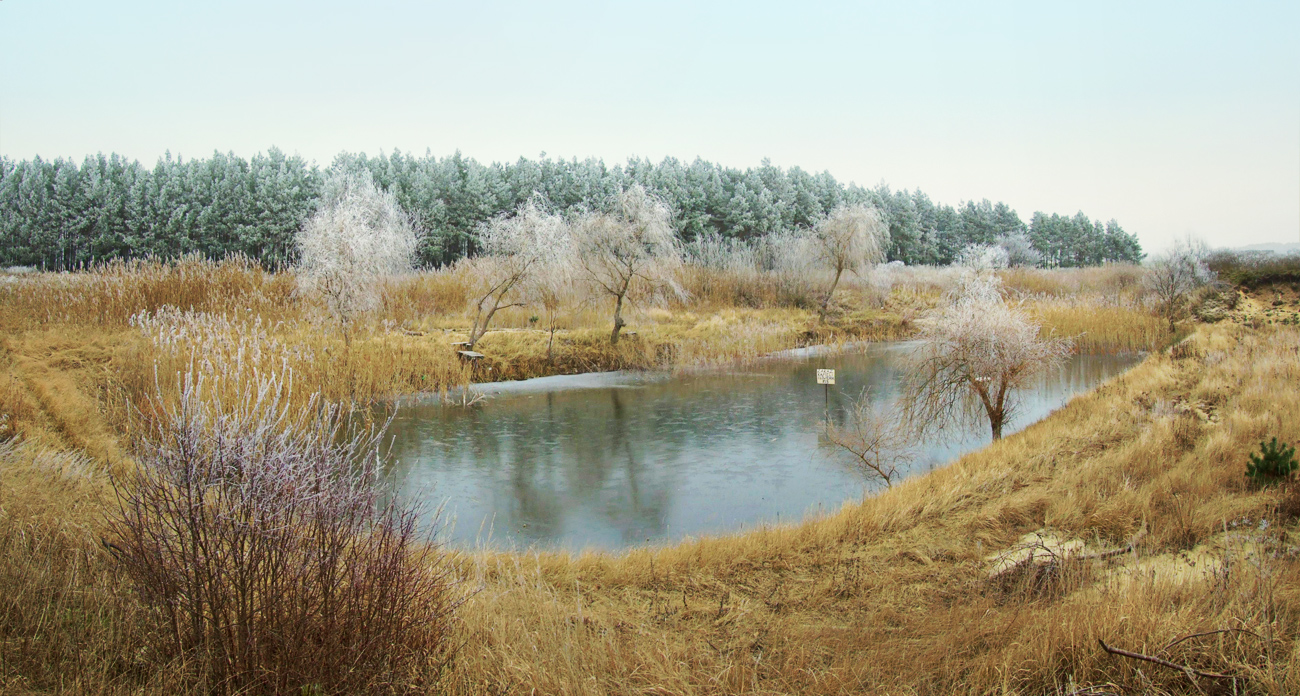
폴란드의 못

못은 지표상의 담수로 덮인 영역이다. 통상 호소(호수와 늪)보다 작은 것을 가리킨다. 같은 것을 늪이라고 하기도 하지만 특별히 명확한 구별은 없다. 못에 관상 목적으로 연꽃 따위 식물을 심어 관상하는 것을 연못(문화어: 련못)이라고 한다.
관례적으로는 수심이 얕은 것(대개 5m 미만)을 못, 그 이상의 것을 호수로 하는 경우가 많다. 최심부까지 식물이 무성하면 늪으로 여겨지는 경우가 많아진다. 또 못은 작은 만큼 수생식물이 서식하는 범위가 넓고 작은 동물이나 수생곤충이 풍부한 반면에 대형 어류는 생식하지 않는 경우가 많다.

## 형성
연못은 다양한 자연적인 과정에서 만들어진다. 자연적인 침식이나 지면의 함몰로 인해 만들어진 웅덩이에 충분한 양의 강수량이 모이면 이 곳에 연못이 형성될 수 있다. 홍수가 일어난 후에 강의 범람원에 연못이 생기기도 한다. 이렇게 형성된 연못은 큰 강 배후에 생선을 양식하는데 매우 중요한 역할을 한다.

## 같이 보기
- 저수지
- 호수
- 늪